# 레슬레 도널드슨
레슬레 도널드슨(Lesleh Donaldson, 1964년 4월 7일 ~ )은 캐나다의 배우, 성우, 연극 배우이다.
토론토에서 태어났다.

## 영화
- 미녀 배우 (1983년)
- 공포의 눈동자 (1982년)
- 해피 버스데이 투 미 (1981년)